# Лібія-зубодзьоб мала
Лібія-зубодзьоб мала (Tricholaema melanocephala) — вид дятлоподібних птахів родини лібійних (Lybiidae).

## Поширення
Вид поширений в Східній Африці. Трапляється в Джибуті, Еритреї, Ефіопії, Сомалі, Кенії, Південному Судані, Танзанії та Уганді. Населяє сухі ліси та чагарники на висотах від рівня моря до 1820 м над рівнем моря.

## Спосіб життя
Трапляється поодинці або парами. Їжу шукає на корі дерев та вздовж гілок кущів. Раціон складається з плодів та комах.